# Посёлок дома отдыха «Высокое»
до́ма о́тдыха «Высо́кое» — посёлок в Клинском районе Московской области, в составе Нудольского сельского поселения. Население — 97 чел. (2010).

## География
Посёлок расположен на юго-западе района, примерно в 26 км к юго-западу от райцентра Клин, по левому берегу реки Нудоль, высота центра над уровнем моря 199 м. Ближайшие населённые пункты — примыкающее на западе Денисово и Семенково в 1 км на юг.

## История
До 2006 года посёлок входил в состав Нарынковского сельского округа. В посёлке находятся остатки усадьбы Волковых Высокое.

## Население
| 2002 | 2006 | 2010 |
| ---- | ---- | ---- |
| 119  | ↗126 | ↘97  |